# Семень (гмина)
Семень (пол. Siemień) — сельская гмина (волость) в Польше, входит как административная единица в Парчевский повет, Люблинское воеводство. Население — 4893 человека (на 2004 год).

## Сельские округа
1. Амелин
2. Аугустувка
3. Дзялынь
4. Глинны-Сток
5. Грудек-Шляхецки
6. Езоро
7. Юлиополь
8. Лубка
9. Милкув
10. Милкув-Колёня
11. Надзея
12. Помыкув
13. Северынувка
14. Семень
15. Семень-Колёня
16. Тульники
17. Вежховины
18. Владыславув
19. Воля-Тульницка
20. Вулька-Семеньска
21. Жминне

## Соседние гмины
1. Гмина Чемерники
2. Гмина Милянув
3. Гмина Недзвяда
4. Гмина Острувек
5. Гмина Парчев
6. Гмина Вохынь